# Деїзм
Деї́зм (від лат. deus) —  релігійно-філософське вчення, згідно з яким бог — безособова першопричина створення світу, що перебуває поза ним і не втручається в розвиток природи й суспільства (на противагу теїзму).
Деїзм пов'язаний з визнанням бога-творця, поняттям, яке акумулює в собі ідею креаціонізму. Ця ідея, за деякими припущеннями, заснована на відчуженні, абсолютизації та обожненні могутньої творчої активності людини. В ідеалістичній формі вона ввела у філософію незнаного в часи античності суб'єкта, який творить і пізнає світ.
З розвитком ремесел і промисловості ставлення людини до світу й природи взагалі все частіше стає не тільки пізнавальним, а й практично-перетворювальним, виникає потреба у зведенні божественної творчості до її земної основи, в розкритті творчих сутнісних сил самої людини. Це зведення було тривалим історико-філософським процесом, одним зі щаблів якого був деїзм. Якщо пантеїзм повертав активність природі й людині, розчиняючи в них бога, то деїзм, обмежуючи його роллю творця світу, першопричини, гаранта незмінності природи, надавав у такий спосіб відносну самостійність вторинним причинам і, отже, хоча б частково, повертав активність і самостійність природи, матерії, людини.
Засновником деїзму вважаєють лорда Едварда Герберта Чербері (1583—1648). Найбільшого розквіту деїзм досяг в епоху Просвітництва. Великий внесок у поширення деїзму вніс орден ілюмінатів.
Одним із найвідоміших прихильників деїзму вважається Марі Франсуа Аруе (Вольтер). Переконання письменника та філософа помітні у кількох його творах.

## Примітка
1. 1 2  С. О. Плахотнюк. Деїзм // Енциклопедія сучасної України / ред. кол.: І. М. Дзюба [та ін.] ; НАН України, НТШ. — К. : Інститут енциклопедичних досліджень НАН України, 2007. — Т. 7 : Ґ — Ді. — 708 с. — ISBN 978-966-02-4457-3.
2. ↑  Деїзм // Велика українська енциклопедія : [у 30 т.] / проф. А. М. Киридон (відп. ред.) та ін. — К. : ДНУ «Енциклопедичне видавництво», 2018—2025. — ISBN 978-617-7238-39-2.
3. ↑  Деїзм // Кишеньковий словник атеїста (укр). — Київ: Політвидав України. — 1978. — С. 63-64.